# William Gallas
William Gallas (Asnières-sur-Seine, 1977. augusztus 17. –) francia válogatott labdarúgó.

## Pályafutása

### Korai karrier
Gallas egy francia labdarúgó-akadémiában futballozott, Clairefontaine-ben. Pályafutását 1995-ben egy Francia második ligás csapattal, az SM Caennel folytatta. Mindjárt abban a szezonban {1995-1996} megnyerte a Ligue 2-t.
Ott 34 mérkőzést játszott. 1997-ben Marseille-hez igazolt, ahol négy szezont húzott le olyan játékosokkal, mint például Robert Pires. Itt debütált a Bajnokok Ligájában.

### Chelsea
A Chelsea akkori menedzsere, Claudio Ranieri vásárolta meg Gallast a Marseille-től: 2001 májusában 6,2 millió fontért igazolt a Stamford Bridge-re. A 13-as számú mezt választotta. Új csapatában augusztus 19-én debütált a Newcastle ellen {1-1}. Első idényében 30 meccset játszott. A következő szezonban  38, 29, 28, illetve 34 találkozón lépett pályára. Gallas szerződése 2007 májusában lejárt és nem volt hajlandó megújítani. A Juventus és az AC Milan is meg akarta venni, de végül nem sikerült.

### Arsenal

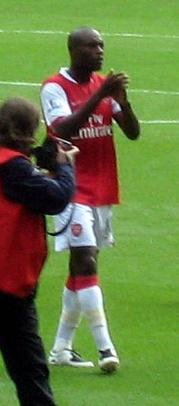
Gallas az Arsenalban

2006. augusztus 31-én Gallas aláírt egy négy évre szóló szerződést. Ő Ashley Cole helyébe érkezett. Az új csapatban debütált ugyanebben az évben szeptember 9-én Midlesbrough {1-1} ellen. Az első gólt szeptember 23-án rúgta a Sheffield United {3-1-re nyertek} ellen. Az első sárga lapot október 28-án kapta az Everton {1-1} ellen. Az első idényben fontos tagja volt a csapatnak.
2007. augusztus 9-én csapatkapitány lett. Az első találkozón, amikor csapatkapitány volt A Fulham {2-1-re nyertek} ellen, augusztus 12-én. Az első gólt ebben a szezonban 2007. november 3-án rúgta a Manchester United {2-2} ellen. Végső gól ebben a szezonban március 29-én esett a Bolton Wanderers ellen.
A 2008–2009-es szezonban is kapitány volt. Akkor debütált a bajnokok ligájában augusztus 13-án az FC Twente ellen. Az első Premier League meccse Tottenham Hotspur ellen volt.

### Tottenham
A Tottenham hivatalos oldalán bejelentették William Gallas leigazolását. A francia válogatott védő Észak-Londonon belül váltott klubot, négy évet töltött az Arsenalnál, majd pedig egy évre írt alá a Spurshöz. Gallas korábban a Chelsea-nél töltött el sikeres éveket, de nem kapott új szerződést Arsene Wengertől, így az orvosi után ingyen igazolt Harry Redknapp csapatához. A klubnak további egy évre van opciós joga.

### Perth Glory
Alessandro Del Piero és Emile Heskey után a Chelsea, az Arsenal és a Tottenham korábbi klasszisa, William Gallas is az ausztrál bajnokságban folytatta pályafutását. A 36 éves védő egy évre írt alá a Perth Glory együtteséhez.

### A válogatottban
Gallas képviselte Franciaország U-18, Franciaország U-20, Franciaország U-21 és Franciaországot.